# Рајловац
Рајловац је градска четврт града Сарајева, у градској општини Стари град. Позната је као локација војне базе и аеродрома Рајловац.